# Benjamin Whitrow
Benjamin John Whitrow (* 17. Februar 1937 in Oxford, England; † 28. September 2017 in London) war ein britischer Theater- und Filmschauspieler.

## Leben
Benjamin Whitrow kam 1937 als zweiter Sohn von Philip Whitrow, einem Lehrer, und dessen Frau Mary Alexandra (geb. Flaunders) in Oxford zur Welt. Nach dem Besuch der Dragon School in Oxford und der Tonbridge School in Tonbridge ließ sich Whitrow an der Royal Academy of Dramatic Art zum Theaterschauspieler ausbilden. Von 1956 bis 1958 leistete er bei den King’s Dragoon Guards seinen Militärdienst und war dazu unter anderem in Malaysia stationiert. Im Jahr 1959 gab er am Empire-Theater in Belfast als Hector Hushabye in George Bernard Shaws Haus Herzenstod sein Theaterdebüt. In den darauffolgenden Jahren war er auch in Liverpool, Worthing, Bristol und am Londoner West End auf der Theaterbühne zu sehen.
Ende der 1960er Jahre schloss er sich der National Theatre Company an, mit der er bis Mitte der 1970er Jahre in Stücken wie König Ödipus, Der Kaufmann von Venedig, The School for Scandal und Was ihr wollt regelmäßig am Old Vic Theatre in London auftrat. Laurence Olivier, der die National Theatre Company seinerzeit leitete, attestierte Whitrow, „nie eine schlechte Vorstellung geliefert“ zu haben. 1981 wurde Whitrow Mitglied der Royal Shakespeare Company.
Ab 1963 war er regelmäßig in britischen Fernsehfilmen und Serien zu sehen, so unter anderem 1978 in vier Folgen der Krimiserie Die Füchse und in einer Folge der auf Kurzgeschichten von Agatha Christie basierenden Serie Detektei Blunt (1983). Ab 1979 spielte er auch Nebenrollen in einer Reihe von Kinofilmen, so etwa in Hawks – Die Falken (1988), Restoration – Zeit der Sinnlichkeit (1995) und The Saint – Der Mann ohne Namen (1997). Internationale Bekanntheit erlangte er als zynisch-humoriger Mr. Bennet im BBC-Fernsehmehrteiler Stolz und Vorurteil (1995) neben Jennifer Ehle und Colin Firth. Für diese Rolle erhielt Whitrow eine Nominierung für den BAFTA TV Award als Bester Schauspieler. 
In dem zweiteiligen, mit dem Emmy ausgezeichneten Fernsehfilm Henry VIII verkörperte er 2003 die historische Figur des Thomas Boleyn und damit den Vater der von Helena Bonham Carter gespielten Anne Boleyn. In seiner letzten Filmrolle war er 2017 als der konservative Politiker Samuel Hoare neben dem für seine Darbietung mehrfach ausgezeichneten Gary Oldman in dem Filmdrama Die dunkelste Stunde zu sehen, das die ersten Jahre von Winston Churchill als Premierminister Großbritanniens während des Zweiten Weltkriegs nacherzählt. Von der Bühne hatte sich Whitrow bereits 2015 am Tobacco Factory Theatre in Bristol mit einer Aufführung der Komödie The School for Scandal verabschiedet.
Neben zwei Kindern, Hannah and Tom, aus einer Ehe mit der Krankenschwester Catherine Cook hatte Whitrow mit der Schauspielerin Celia Imrie einen Sohn, den Schauspieler Angus Imrie (* 1994).

## Filmografie (Auswahl)
- 1966: Sergeant Cork (TV-Serie, eine Folge)
- 1967: Dr. Finlay’s Casebook (TV-Serie, eine Folge)
- 1973: The Merchant of Venice (TV-Film)
- 1973: The Brontës of Haworth (TV-Miniserie)
- 1977: Fathers and Families (TV-Miniserie)
- 1978: Armchair Thriller (TV-Serie, sechs Folgen)
- 1978: Die Füchse (The Sweeney) (TV-Serie, vier Folgen)
- 1979: A Moment in Time (TV-Serie, vier Folgen)
- 1979: Suez 1956 (TV-Film)
- 1979: Quadrophenia
- 1981: Bognor (TV-Serie, sechs Folgen)
- 1982: Die unglaublichen Geschichten von Roald Dahl (Tales of the Unexpected) (TV-Serie, eine Folge)
- 1982: Das tödliche Patt (Harry’s Game) (TV-Serie, drei Folgen)
- 1982: Brimstone & Treacle
- 1982: A Shocking Accident (Kurzfilm)
- 1983: Shackleton – Der Mann im Schatten des Pols (Shackleton) (TV-Miniserie)
- 1983: Detektei Blunt (Agatha Christie’s Partners in Crime) (TV-Serie, eine Folge)
- 1985: Der Aufpasser (Minder) (TV-Serie, eine Folge)
- 1985: Dempsey & Makepeace (TV-Serie, eine Folge)
- 1985: Jim Bergerac ermittelt (Bergerac) (TV-Serie, eine Folge)
- 1986: Clockwise – Recht so, Mr. Stimpson (Clockwise)
- 1987: Black Hill
- 1987: Personal Service
- 1988: Hawks – Die Falken (Hawks)
- 1988: Spuren der Liebe (Coming Through) (TV-Film)
- 1988: A Man for All Seasons (TV-Film)
- 1990: Chancer (TV-Serie, 13 Folgen)
- 1991–1992: The New Statesman (TV-Serie, drei Folgen)
- 1991, 2013: Casualty (TV-Serie, zwei Folgen)
- 1992: Brookside (TV-Serie, eine Folge)
- 1992: Verhängnis (Damage)
- 1992: Chaplin
- 1995: Stolz und Vorurteil (Pride and Prejudice) (TV-Miniserie)
- 1995: Restoration – Zeit der Sinnlichkeit (Restoration)
- 1996: Inspector Morse – The Daughters of Cain (TV-Reihe)
- 1997: The Saint – Der Mann ohne Namen (The Saint)
- 1997: Fremde Wesen (FairyTale: A True Story)
- 1998: Jilting Joe
- 2000: Chicken Run – Hennen rennen (Chicken Run) Sprechrolle
- 2001: Inspector Barnaby – Die Frucht des Bösen (Midsomer Murders: Tainted Fruit) (TV-Reihe)
- 2001: Monarch of the Glen (TV-Serie, eine Folge)
- 2003: Henry VIII (TV-Film)
- 2004: Wren: The Man Who Built Britain (TV-Film)
- 2004: Island at War (TV-Miniserie)
- 2005: Murder in Suburbia (TV-Serie, eine Folge)
- 2006: Agatha Christie’s Poirot – Der Wachsblumenstrauß (Agatha Christie’s Poirot: After the Funeral) (TV-Serie)
- 2006: Scenes of a Sexual Nature
- 2008: Der Preis des Verbrechens (Trial & Retribution) (TV-Serie, eine Folge)
- 2009: Bomber
- 2009: Inspector Barnaby – Sportler und Spione (Midsomer Murders: Secrets and Spies) (TV-Reihe)
- 2009: Doc Martin (TV-Serie, eine Folge)
- 2011: The Royal (TV-Serie, eine Folge)
- 2013: A Cake for Mabel (Kurzfilm)
- 2014: New Tricks – Die Krimispezialisten (New Tricks) (TV-Serie, eine Folge)
- 2015: Wölfe (Wolf Hall) (TV-Serie, eine Folge)
- 2016: Die Musketiere (The Musketeers) (TV-Serie, eine Folge)
- 2017: Die dunkelste Stunde (Darkest Hour)

## Bühnenauftritte (Auswahl)
- 1959: Haus Herzenstod (Heartbreak House) – als Hecktor Hushabye; Empire, Belfast
- 1967: Love for Love – National Theatre Company, Old Vic Theatre, London
- 1967: Rosenkrantz und Güldenstern sind tot (Rosencrantz and Guildenstern Are Dead) – National Theatre Company, Old Vic Theatre, London
- 1968: Volpone – als Peregrine; National Theatre Company, Old Vic Theatre, London
- 1968: König Ödipus (Οἰδίπους Τύραννος) – National Theatre Company, Old Vic Theatre, London
- 1968: The White Devil – als Camillo; National Theatre Company, Old Vic Theatre, London
- 1969: Home and Beauty – als Frederick Lowndes; National Theatre Company, Old Vic Theatre, London
- 1970: Der Kaufmann von Venedig (The Merchant of Venice) – als Doge von Venedig; National Theatre Company, Old Vic Theatre, London
- 1970: Der Idiot (Идиот) – als Radomski; National Theatre Company, Old Vic Theatre, London
- 1971: The School for Scandal – als Snake; National Theatre Company, Old Vic Theatre, London
- 1971: Amphitryon 38 – New Theatre, New York City
- 1971: Der Hauptmann von Köpenick – National Theatre Company, Old Vic Theatre, London
- 1971: Der Kaufmann von Venedig (The Merchant of Venice) – als Arragon; National Theatre Company, Old Vic Theatre, London
- 1972: The Front Page – als Bensinger, National Theatre Company, Old Vic Theatre, London
- 1972: Richard II. (The Tragedy of King Richard the Second) – als Buschy; National Theatre Company, Old Vic Theatre, London
- 1973: Was ihr wollt (Twelfth Night) – als Malvolio; National Theatre Company, Old Vic Theatre, London
- 1974: Der tolle Tag oder Figaros Hochzeit (La Folle journée ou le Mariage de Figaro) – als Dr. Bartholo; National Theatre Company, Old Vic Theatre, London
- 1975: The Importance of Being Earnest – als Cannoon Chasuble; Greenwich Theatre, London
- 1978: Ten Times Table – als Donald; Globe Theatre, London
- 1979: What the Butler Saw – als Dr. Prentice; Prospect Theatre Company, Old Vic Theatre, London
- 1980: Mrs. Cheneys Ende (The Last of Mrs. Cheyney) – Chichester Festival, Chichester
- 2000: Henry IV. (2. Teil) – Royal Shakespeare Theatre, Stratford-upon-Avon
- 2000: The Rivals – als Sir Anthony Absolute; Royal Shakespeare Company Theatre, Stratford-upon-Avon

## Auszeichnungen
- 1996: Nominierung für den BAFTA TV Award als Bester Schauspieler für Stolz und Vorurteil